# Монтейль, Парфе-Луи
Парфе-Луи Монтейль (фр. Parfait-Louis Monteil; 18 апреля 1855—29 сентября 1925) — французский офицер, путешественник, исследователь Западной Африки.

## Биография

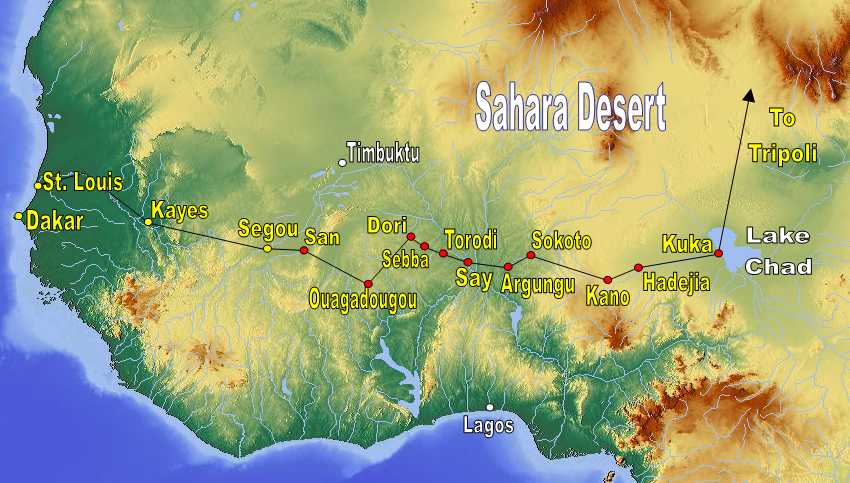
Маршрут экспедиций Парфе-Луи Монтейля в 1890—1892 гг.

Выпускник особой военной школы Сен-Сир (1876). Служил в чине второго лейтенанта в морской пехоте. По его просьбе в 1877 г. был направлен в Сенегал.
В мае 1879 года стал лейтенантом, занимался картографические исследованиями.
За успехи в Сенегале произведен в чин капитана и стал кавалером Ордена Почётного легиона .
В 1884 г. избран членом Парижского географического общества (Société de géographie de Paris)
С 1886 по 1888 год служил в Протекторате Аннам (ныне Вьетнам). Затем исследовал территории будущей железной дороги от Бафулабе до Бамако в Сенегале, прежде чем отправиться в 1890 году в 27-месячное путешествие по Западной Африке.
В 1890—1892 он исследовал Судан и пересёк Сахару от Борну до Триполи.
Совершил знаменитое путешествие на восток от Сенегала до озера Чад, а затем на север через Сахару в Триполи.
Получив серьёзное ранение в сражении против Самори Туре, основателя империи Вассулу, исламского государства, сопротивлявшегося французскому колониализму в Западной Африке, вынужден был выйти в отставку в чине полковника.
Антидрейфусар и националист Монтейль стал членом Лиги французского отечества и Лиги в поддержку национальной обороны.
Позже Монтейль безуспешно пытался стать политиком и принимал участие в колонизации юга Туниса.

## Избранная библиография
- Voyage d’exploration au Sénégal (1882)
- En France et aux colonies, vade-mecum de l’officier d’infanterie de marine (1884)
- De Saint-Louis a Tripoli par le Lac Tchad, Voyage au Travers du Soudan et du Sahara Accompli Pendant les Années 1890-91-92. (1894)
- Textes anciens sur le Burkina (в соавт., 1897)
- Une page d’histoire coloniale : la colonne de Kong, 1895 (1902)
- Quelques feuillets de l’histoire coloniale (1924)

## Награды
- Кавалер Ордена Почётного легиона
- Командор Ордена Почётного легиона (1920)
- В 1893 году Парижское географическое общество наградило его Большой золотой медалью за книгу, описывающую путешествие по Западной Африке.